# 中庄調整池
中庄調整池，是臺灣一座備用水庫，位於桃園市大溪區瑞興里、中新里，距大溪區武嶺橋下游約1.1公里處，位居石門水庫與鳶山堰之間的大漢溪河段，主要功能是當颱風期間石門水庫原水濁度升高時提供緊急備援水源，讓石門水庫在颱風期間以水力排砂方式排除水庫淤砂時不致於影響下游板新水廠的取水，進而影響板新地區及桃園地區的民生用水。

## 緣起
每年受到颱風侵襲影響下，豪大雨往往導致大漢溪流域的石門水庫及其下游的鳶山堰原水濁度升高，致使桃園市地區及新北市部分地區（包括鶯歌區等地）發生缺水，例如2004年艾利颱風期間在臺灣北部降下超大豪雨，使得大漢溪上游集水區產生大規模土石坍塌，豪雨挾帶大量淤泥沖刷而下，造成石門水庫因原水濁度太高，影響大漢溪下游由台灣自來水公司所轄之板新給水廠、大湳淨水場取水，導致桃園地區連續18天供水短缺。
為了有效解決颱風期間取水及維持庫容，經濟部水利署於2009年興建石門水庫防淤功能改善工程，將既有的石門發電廠二號機組的壓力鋼管改建為排砂鋼管，以增加排砂功能，降低石門水庫淤積速率，延長石門水庫壽命，於2012年完工。為了在石門水庫水力排砂期間，大漢溪原水濁度過高超出自來水廠處理上限時又不致影響下游板新地區供水，於是經濟部水利署計劃在位於桃園市大溪區的大漢溪左岸，即鳶山堰上游處，利用大漢溪舊河道（中庄舊河道）開挖中庄調整池，作為排砂期間之備援水源，以解決大漢溪鳶山堰受水源濁度抬升而影響供水之問題。2009年10月通過環評，同年底行政院核准興建，2013年3月正式動工。

## 設施

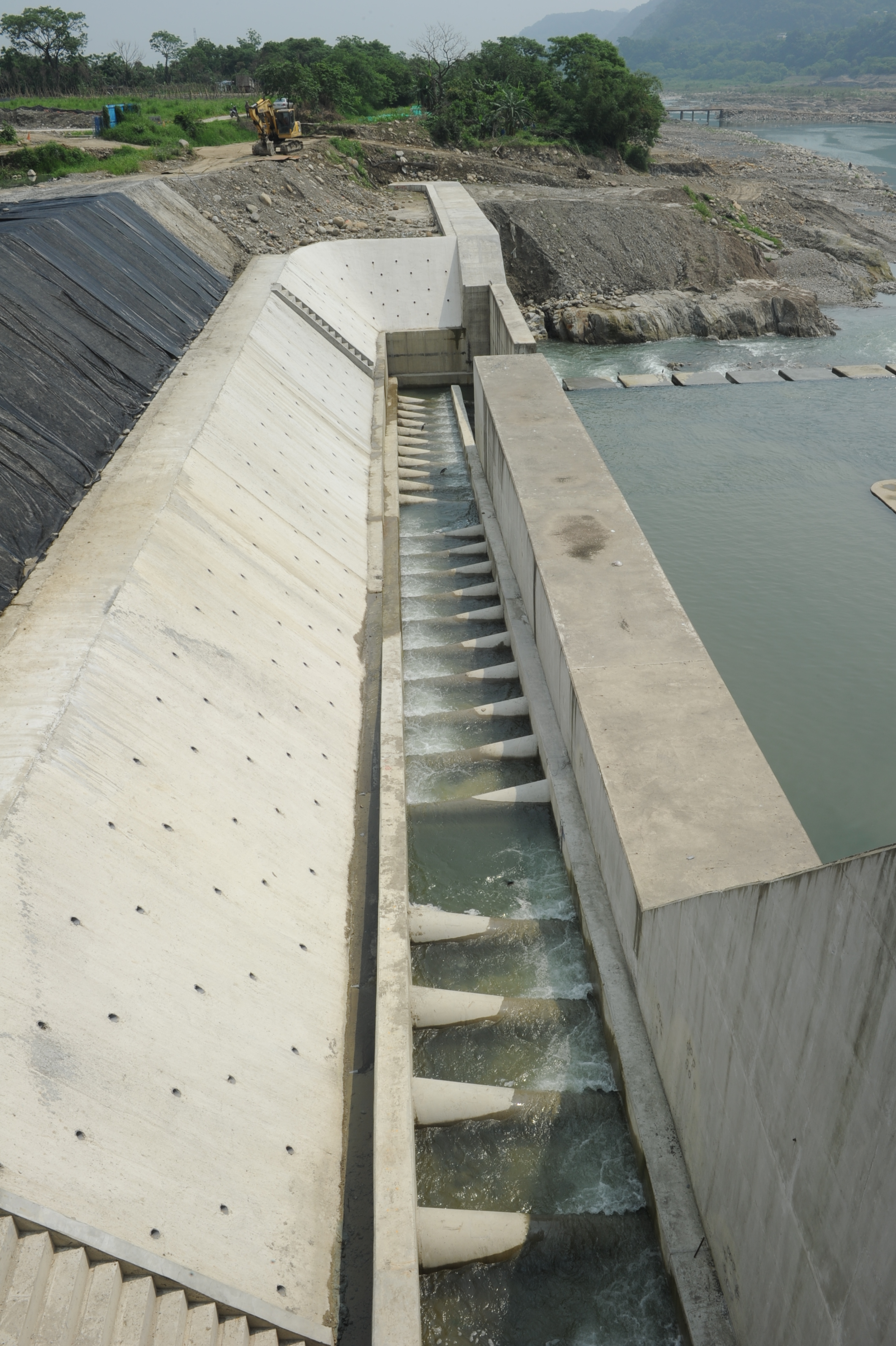
中庄調整池半錐形魚道

中庄調整池總面積87公頃，係一離槽水庫，水源取自於截取大漢溪之中庄堰。中庄調整池工程包括橫跨大漢溪的攔河堰（中庄堰）、引水道、中庄調整池，及送水到板新水廠與大湳水廠的出水道等四大部分。攔河堰的堰長200公尺、堰高僅5公尺，採用倒伏堰，閘門平時豎立，遇到颱風、暴雨來襲前，閘門則倒伏，使洪水快速通過，可避免造成上游淤積、下游沖刷及洪淹現象，較低的堰高也可以減少堰體對於環境景觀的衝擊，共計9道閘門，每道閘門寬20公尺、高4公尺。引水路總長約1.7公里，採箱涵輸水，設於地底，開挖施工完後回填整地，並設置簡易道路。中庄調整池可儲存690萬立方公尺備用水，可供八天的備援飲用水。一旦颱風豪雨造成上游石門水庫原水濁度高時，上游停止供水，改由調整池供應下游居民飲用水，在備援供水的8天內，等待上游原水濁度降低後，再供應下游桃園市及新北市板新地區約300萬用戶的用水。預計中庄調整池第一期工程每日可提供80萬噸的原水，於汛期高濁度時可供應大湳與板新淨水場約6.2天，有效降低桃園及板新地區之缺水風險。
中庄調整池設於攔河堰下游約一千四百公尺處左岸陸地，以寬3.2公尺、高2.5公尺之暗渠與攔河堰相連。池底標高53公尺，設有自由溢流堰一座，溢流頂標高68公尺，
蓄水面積約42.6公頃，總庫容約五百零六萬立方公尺。池尾設輸水閘門一座，寬2.5公尺，高2.5公尺。

## 外部連結
- YouTube上的中庄調整池工程計畫（中文）